# Raputia aromatica
Raputia aromatica là một loài thực vật có hoa trong họ Cửu lý hương. Loài này được Aubl. miêu tả khoa học đầu tiên năm 1775.